# Gillian Chung
Gillian Chung Yan-Tung (cinese tradizionale: 鍾欣桐; cinese semplificato: 钟欣桐; pinyin: Zhōng Xīntóng; Hong Kong, 21 gennaio 1981) è una cantante e attrice cinese.
È prevalentemente conosciuta per aver fatto parte del duo femminile cantopop Twins, insieme a Charlene Choi.

## Biografia
Gillian Chung è nata ad Hong Kong col nome originale cinese di Chung Dik-saan (鍾狄珊). In seguito il suo nome fu cambiato, poiché il primo carattere, Dik (狄), era considerato troppo forte. La sua famiglia, allora, le cambiò il nome in Chung Ka-lai (鍾嘉勵). Da allora, il certificato di nascita si riferisce a quel nome. Il nome cinese Chung Yan-tung (鍾欣桐) è un nome d'arte suggeritole dalla sua manager Mani Fok, che aveva consultato un'indovina. Si pensava che il nome avrebbe accresciuto le sue abilità nel business. Il nome inglese Gillian le fu dato quando era ancora alle scuole superiori.
Quando aveva appena un anno, suo padre morì. All'inizio Gillian crebbe in una famiglia con un solo genitore, finché sua madre non si risposò quando la ragazzina frequentava le scuole superiori. La Chung si è diplomata alla Kowloon True Light Middle School ed ha frequentato il William Angliss Institute of TAFE a Melbourne, Australia.

## Carriera
Nel 2000, una delle agenzie di modelle per la quale la Chung lavorava part-time quando si trovata ad Hong Kong, la contattò proponendole un'opportunità di lavoro offerta dall'Emperor Entertainment Group (EEG). La Chung accettò l'offerta, e nel 2000 divenne un'artista sotto contratto con la EEG; prima del suo effettivo debutto si dovette sottoporre ad un allenamento. Nel 2001, la compagnia manageriale la designò a formare il duo canoro Twins, insieme a Charlene Choi.
La Chung ha debuttato nel mondo cinematografico con il film U Man, pubblicato nel 2002, e da allora ha dato prova delle sue capacità di attrice in vari film, tra cui Beyond Our Ken, che ha riscosso il favore della critica e con il quale è stata nominata "Miglior Attrice" ai Gam Zhi Ging Awards. Superando se stessa in varie sequenze di arti marziali, la Chung si è fatta il nome di promettente star d'azione.
Nel film Beyond Our Ken, pubblicato nel 2004, la Chung recita nel ruolo di Chan Wai Ching, la disprezzata fidanzata dell'eponimo Ken. La prima mondiale del film è avvenuta al Tokyo International Film Festival ed ha sbancato i botteghini.
Nel gennaio del 2006, il film 49 Days ha superato la soglia di 10 milioni di dollari di Hong Kong, guadagnandosi il nome di uno dei migliori film da botteghino di Hong Kong per l'anno 2006.

### Il ritorno
Il 10 marzo 2009, è finalmente tornata a lavorare come portavoce della TOUGH Jeansmith nella regione asiatica, con una busta paga a sette cifre. Dopo essere apparsa nello show televisivo Be My Guest della TVB, ha confessato di aver tentato il suicidio. Si è scusata per aver ferito le persone che la circondavano, specialmente la sua partner musicale Charlene Choi. Grazie alle promozioni è volata a Taiwan, Shanghai ed altri posti importanti, ricevendo supporto dai fan e da altre persone del mondo dello spettacolo. Molte persone hanno iniziato ad accettare le sue scuse, e aspettano una reunion delle Twins.

## Incidenti

### 2006: foto di nudi
Il 22 agosto 2006, la rivista Easy Finder ha pubblicato una serie di foto della Chung dentro un camerino, dopo un concerto delle Twins in Malaysia. Una delle foto di copertina mostrava una visione di schiena della Chung, mentre si stava aggiustando le spalline del reggiseno. Un'altra foto in copertina, più piccola, mostrava una Chung svestita dalle spalle fino al busto. Alcune celebrità di Hong Kong, come Jackie Chan ed Andy Lau hanno organizzato una protesta pubblica, denunciando le azioni irresponsabili della rivista.
Le autorità televisive e dello spettacolo di Hong Kong hanno ricevuto 2875 lamentele riguardo a tali foto, e l'incidente è stato portato al Tribunale per Atti Osceni per ulteriori chiarimenti giudiziari. Il primo novembre 2006, Easy Finder ha perso l'appello a causa dell'oscenità che regna sulle foto e l'articolo pubblicati. La commissione d'appello, formata da un magistrato e quattro membri laici, ha confermato il giudizio, dichiarando l'articolo "osceno" ed affermando che era stato un "atto calcolato per vendere sessualità, il che è un atto corrotto e rivoltante". Jimmy Lai, fondatore del Next Media (ed editore di Easy Finder), intervistato nello show televisivo Be My Guest, si è scusato pubblicamente con Gillian e si è offerto di restituirle i negativi delle foto.

### Le foto-scandalo del 2008
A gennaio e febbraio del 2008 sono state trovate online molte foto esplicite in cui erano coinvolti Gillian Chung ed Edison Chen. Nello scandalo erano implicati anche Bobo Chan e Cecilia Cheung. In seguito, la Chung ha tenuto un discorso nella sua prima apparizione pubblica dopo lo scandalo, l'11 febbraio, per rispondere e fare le sue scuse al pubblico per essere stata troppo ingenua e stupida. Il pubblico non ha accettato le scuse, come si è visto dalla reazione alla sua apparizione al Jade Solid Gold il 20 febbraio. La TVB, la compagnia di produzione del Jade Solid Gold, ha ricevuto oltre 500 lamentele, mentre le autorità televisive di Hong Kong ne hanno ricevute 1200, riguardo alla sua apparizione allo show. La Chung ha annullato l'evento di promozione in programma per il 23 febbraio, a causa della reazione violenta del pubblico. Oltre ai suoi volontari annullamenti di alcuni eventi, è stata anche espulsa dalla cerimonia di apertura dei Giochi della XXIX Olimpiade, che si è svolta a Pechino, su istruzione del direttore Zhang Yimou.

## Filmografia

### Film
- U Man (2002)
- Summer Breeze of Love (2002)
- If U Care... (2002)
- Just One Look (2002)
- Happy Go Lucky (2003)
- Colour of the Truth (2003)
- The Twins Effect (2003)
- The Spy Dad (2003)
- The Death Curse (2003)
- Fantasia (2004)
- Protege de la Rose Noire (2004)
- Love on the Rocks (2004)
- Moving Targets (2004)
- The Twins Effect (2004)
- Beyond Our Ken (2004)
- 6 AM (2004)
- House of Fury (2005)
- Bug Me Not! (2005)
- 49 Days (2005)
- Twins Mission (titolo alternativo: "Let's Steal Together") (2007)
- Naraka 19 (2007)
- Trivial Matters (2007)
- Rough Addiction (2009)
- The Fantastic Water Babes (2010)
- Ip Man - The Final Fight (2013)

### Serie televisive
- The Monkey King: Quest for the Sutra (2002)
- All About Boy'z (2003)
- Sunshine Heartbeat (2004)
- Kung Fu Soccer (2004)
- Fox Volant of the Snowy Mountain (2006)
- The Spirit of the Sword (2007)
- The Holy Pearl (2011)